# Groß Schimnitz

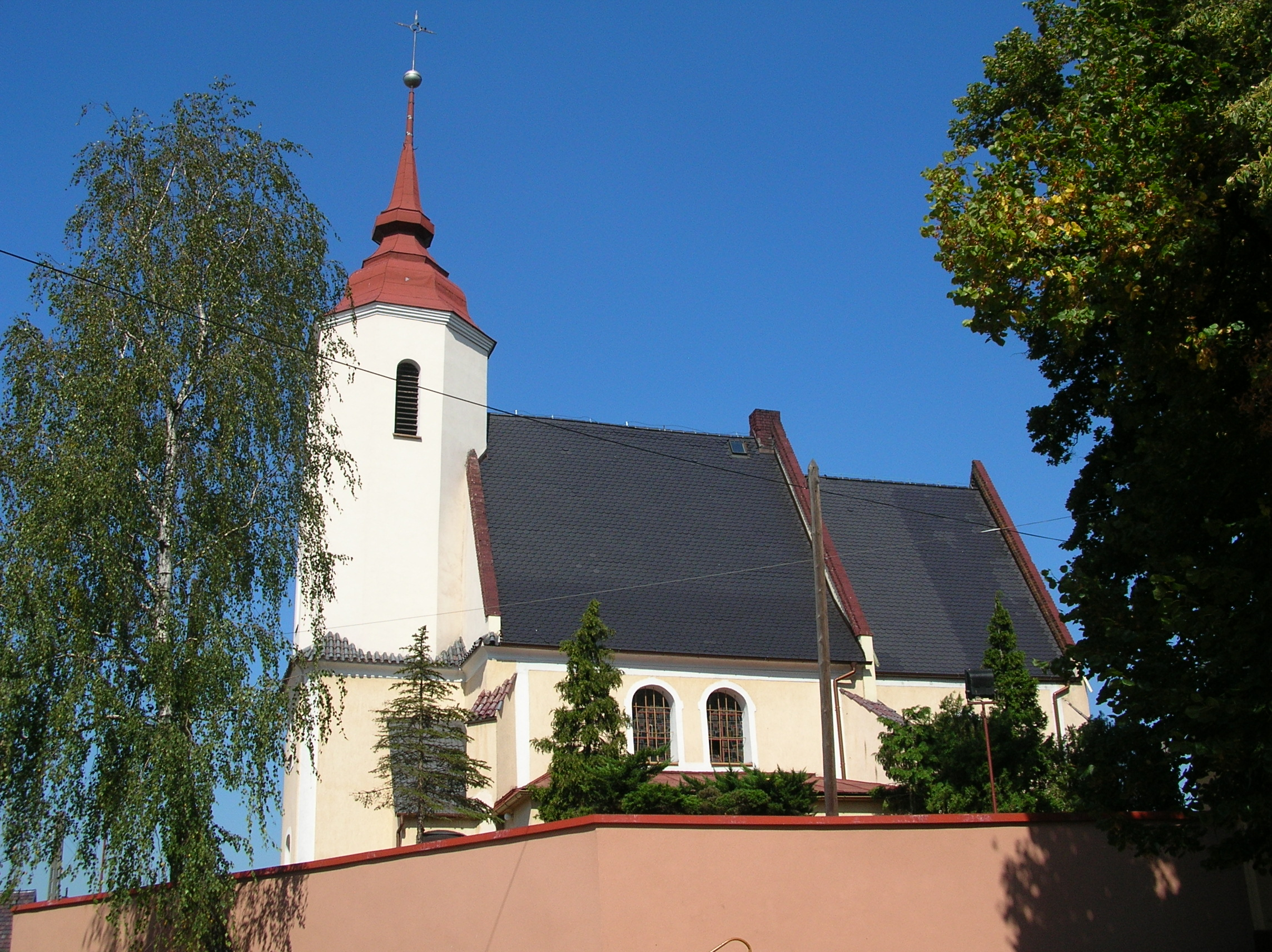
Johanneskirche

Groß Schimnitz (polnisch Zimnice Wielkie, 1936–1945 Groß Schimmendorf, 1945–2004 Ziemnice Wielkie) ist ein Ort in der Stadt- und Landgemeinde Proskau (Prószków) im Powiat Opolski der Woiwodschaft Opole in Polen.

## Geographie
Das Angerdorf Groß Schimnitz liegt sechs Kilometer östlich von Proskau und 12 Kilometer südlich von Opole (Oppeln) in der Nizina Śląska (Schlesischen Tiefebene). Östlich von Groß Schimnitz fließt die Oder. Westlich verläuft die Landesstraße Droga krajowa 45. Im Norden des Dorfes beginnen die Woiwodschaftsstraßen Droga wojewódzka 415 nach Krapkowice und die Droga wojewódzka 429 über Proskau nach Bowallno.
Nachbarorte von Groß Schimnitz sind im Westen die Stadt Proskau (Prószków) und Przyschetz (Przysiecz), im Nordwesten Zlattnik (Złotniki), im Norden Zlönitz (Źlinice), im Nordosten Klein Schimnitz (Zimnice Małe), im Osten Konty (Kąty Opolskie) und im Süden Dąbrówka Górna (Dombrowka an der Oder).

## Geschichte
Am 17. November 1295 wurde erstmals urkundlich ein Ort mit dem Namen „Symanovicz“ erwähnt. Jedoch wurde noch nicht zwischen Groß und Klein Schimnitz unterschieden. Das Dokument wurde in Breslau verfasst. In einer in Krappitz verfassten Urkunde vom 23. Juni 1330 wird der Ort als „Semitz“ erwähnt. 1397 wurde der Ort als Maj. Semicz erwähnt.
Im 15. Jahrhundert wurde durch die damals in Klein Schimnitz residierenden Grafen von Proskau eine katholische Kirche erbaut und dem hl. Johannes dem Täufer gewidmet. In einem Dokument vom 8. Juli 1586, das in Prag verfasst wurde, wird der Ort in Zusammenhang mit einem zum Ort gehörigen Oderzoll mit der Schreibweise „Schembniz“ erwähnt.
Nach dem Ersten Schlesischen Krieg 1742 fiel Groß Schimnitz mit dem größten Teil Schlesiens an Preußen. 1784 hatte der Ort, der damals zur Herrschaft Proskau gehörte, 21 Bauern, 13 Gärtner, ein Vorwerk, eine Schule und eine katholische Kirche.
Nach der Neuorganisation der Provinz Schlesien gehörte die Landgemeinde Groß Schimnitz ab 1816 zum Landkreis Oppeln, mit dem es bis 1945 verbunden blieb. 1818 zählte Groß Schimnitz 21 Bauern, 13 Gärtner, ein Vorwerk, eine katholische Schule und eine katholische Kirche mit Pfarrhaus. 1845 lebten im Dorf 482 Einwohner, welche komplett katholisch waren. 1865 hatte der Ort 24 Bauern, 13 Gärtner, sechs Häusler und 21 Angerhäusler. Ferner waren im Ort zwei Kaufleute, zwei Kretschmer, zwei Müller, zwei Schmiede und fünf Grützhändler ansässig. Zu diesem Zeitpunkt hatte die katholische Schule 261 Schüler und zwei Klassen. 1874 wurde der Amtsbezirk Groß Schimnitz gebildet, welcher die Landgemeinden Boguschütz, Groß Schimnitz, Klein Schimnitz und Zlönitz sowie der Gutsbezirk Klein Schimnitz-Domäne umfasste. 1885 zählte der Ort 748 Einwohner.
Bei der Volksabstimmung in Oberschlesien am 20. März 1921 stimmten 343 Wahlberechtigte für einen Verbleib bei Deutschland und 172 für die Zugehörigkeit zu Polen. Groß Schimnitz verblieb beim Deutschen Reich. 1933 lebten im Ort 710 Einwohner. Am 19. Mai 1936 wurde der Ort in Groß Schimmendorf umbenannt. 1939 hatte Groß Schimmendorf Ort 712 Einwohner. Ende Januar 1945, zur Zeit der heute als Oberschlesische Tragödie bezeichneten Ereignisse, ermordete die Rote Armee nach ihrem Einmarsch in Groß Schimmendorf 164 Einwohner, plünderte die Häuser und setzte diese in Brand. Zu den Opfern zählte auch Pfarrer Karl Brommer (* 1911).
1945 kam der bisher deutsche Ort unter polnische Verwaltung und wurde in Ziemnice Wielkie umbenannt und der Woiwodschaft Schlesien angeschlossen. 1950 wurde es der Woiwodschaft Oppeln eingegliedert. Beim Jahrhunderthochwasser 1997 wurden die Felder östlich des Dorfes überflutet. 1999 kam der Ort zum wiedergegründeten Powiat Opolski. Am 7. Oktober 2004 wurde der Ortsname in Zimnice Wielkie geändert. Am 11. Juli 2006 wurde in der Gemeinde Proskau, der Groß Schimnitz angehört, Deutsch als zweite Amtssprache eingeführt. Am 30. April 2010 erhielt der Ort zusätzlich den amtlichen deutschen Ortsnamen Groß Schimnitz.

### Archäologische Funde und Certosafibel von Groß Schimnitz
Die zerbrochene und verbrannte Certosafibel aus Bronze wurde in einem Grab im Oderfeld bei Groß Schimnitz von Landwirt Kutz und seinen Söhnen gefunden und kam als Ausstellungsstück ins Beuthener Museum. Sie stammt von der Italienischen Halbinsel. Daneben wurden weitere Funde aus Bronze und Eisen entdeckt, darunter ein Bronzehalsring, Armringe/Reife, ein Messer und ein Gürtelschloss.

## Sehenswürdigkeiten
- Die römisch-katholische Johanneskirche (Kościół św. Jana Chrzciciela) wurde im 15. Jahrhundert errichtet. Im 18. Jahrhundert wurde sie im barocken Stil umgebaut. Im Frühjahr 1945 erlitt das Gebäude durch Artilleriebeschuss erhebliche Schäden und wurde danach wieder aufgebaut. Die Johanneskirche steht seit 1955 unter Denkmalschutz.[16]
- Annakapelle, eine Wegkapelle
- Bildstock
- Gedenkstein für die 164 im Frühjahr 1945 ermordeten Einwohner
- Gedenktafel für Pfarrer Karl Brommer (1911–1945)

## Vereine
- Deutscher Freundschaftskreis
- Freiwillige Feuerwehr OSP Zimnice Wielkie
- Sportverein LZS Zimnice Wielkie

## Söhne und Töchter des Ortes
- Anton Bias (1876–1945), deutscher Politiker der SPD und Reichstagsabgeordneter